# رایان گری
رایان گری (انگلیسی: Ryan Garry؛ زادهٔ ۲۹ سپتامبر ۱۹۸۳) فوتبالیست اهل بریتانیا است.
از باشگاه‌هایی که در آن بازی کرده‌است می‌توان به باشگاه فوتبال ای. اف. سی بورنموث، باشگاه فوتبال آرسنال، و تیم ملی فوتبال زیر ۱۷ سال انگلستان اشاره کرد.
وی همچنین در تیم‌های ملی فوتبال زیر ۱۷، ۱۹، ۲۰ سال انگلستان بازی کرده‌است.